# Младежки театър „Драмеди“
Театър „Драмеди“ е частен драматичен театър в София.

## История
Театър „Драмеди“ е създаден 2009 г. от актрисата и преподавателка Цвета Балийска. В него участват младежи от 16 до 28 години. Изпълнява се по класическа и съвременна драматургия, авторски представления и импро театър, като годишно се прави по един нов спектакъл.
„Драмеди“ има множество награди, както за представления, режисура, иновативна педагогичека дейност и др., така и за индивидуални актьорски постижения.
Театърът се помещава в Народно читалище „Николай Хайтов – 1936“ в кв. „Изток“, София.

## Актьори
- Габриела Цойнска
- Георги Власев
- Гринго-Богдан Григоров
- Доменика Тодорова
- Емона Соколова
- Маргарита Маринова
- Михаил Мечков
- Сезер Сами
- Стоил-Богдан Григоров
- Татяна Митова
- Александра Ангелова
- Виктор Младенов
- Яна Качулска